# IHeartRadio Music Award al miglior nuovo artista country

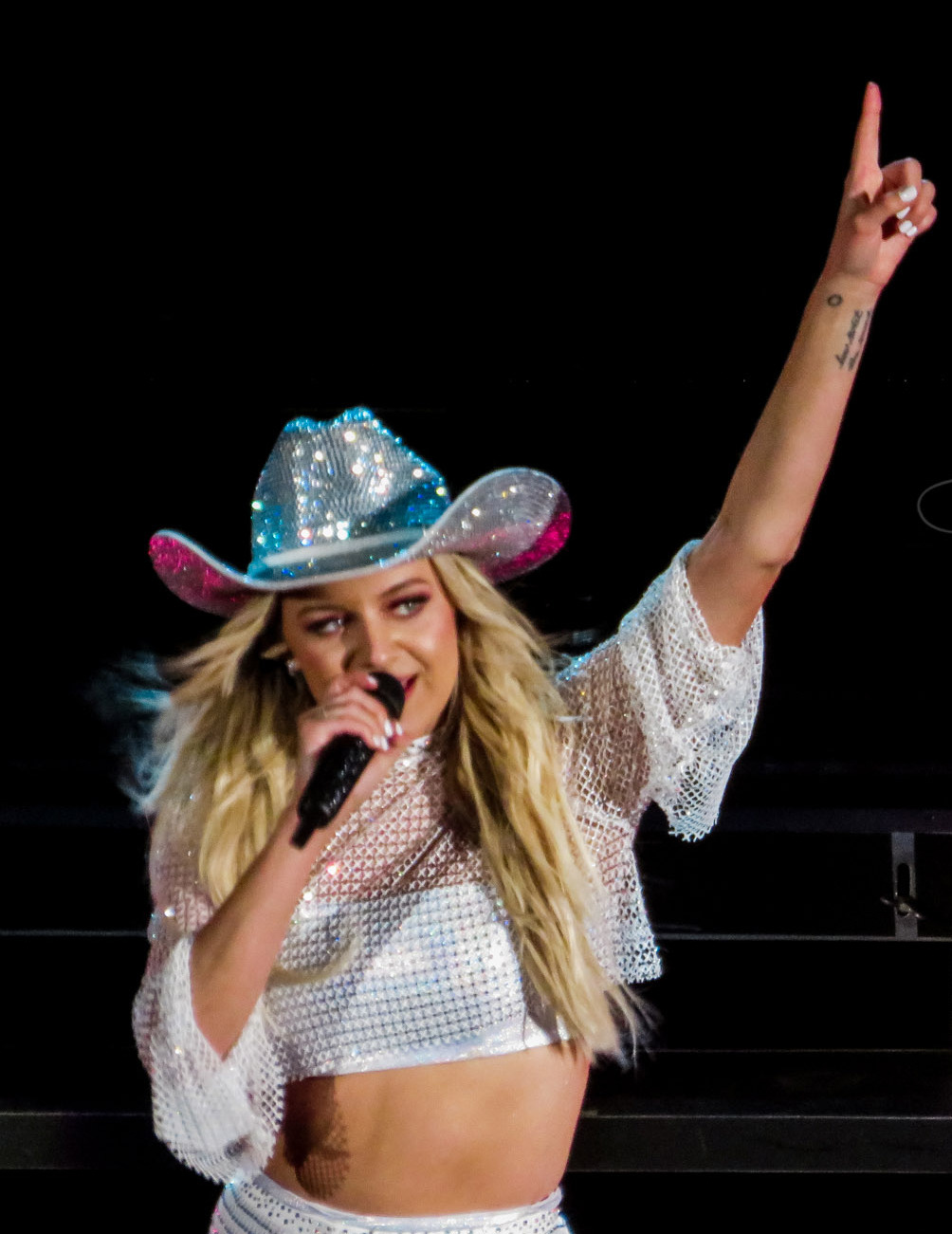
Kelsea Ballerini è stata la prima artista a ricevere il premio Miglior nuovo artista country.

L'iHeartRadio Music Award al miglior nuovo artista country (iHeartRadio Music Award for Best New Country Artist) è un premio assegnato annualmente a partire dal 2017 nell'ambito degli iHeartRadio Music Awards, dedicato agli artisti emergenti di musica country. Il premio è stato assegnato per la prima volta alla cantautrice statunitense Kelsea Ballerini in occasione della IV edizione della cerimonia.
In origine, nel periodo compreso tra il 2014 e il 2017, veniva assegnato il premio generale senza distinzione di genere, intitolato semplicemente Miglior nuovo artista (iHeartRadio Music Award for Best New Artist). Dall'edizione del 2017 in poi sono stati istituiti nuovi premi basati sull'appartenenza dei generi musicali degli artisti. La categoria generale Miglior nuovo artista è stata assegnata per l'ultima volta nel 2017, unica edizione in cui sono state presenti sia la categoria generale dei nuovi artisti sia le categorie suddivise in generi musicali, vinta dai The Chainsmokers.

## Vincitori e candidati
I vincitori sono posizionati al primo posto e evidenziati in grassetto.
- 2017[3]
  - Kelsea Ballerini
  - Chris Lane
  - Maren Morris
  - Granger Smith
  - Chris Stapleton
- 2018[4]
  - Luke Combs
  - Lauren Alaina
  - Kane Brown
  - Jon Pardi
  - Brett Young
- 2019[5]
  - Jordan Davis
  - Carly Pearce
  - Dylan Scott
  - Lanco
  - Russell Dickerson
- 2020[6]
  - Morgan Wallen
  - Jimmie Allen
  - Matt Stell
  - Riley Green
  - Runaway June
- 2021[7]
  - Gabby Barrett
  - Ashley McBryde
  - Hardy
  - Ingrid Andress
  - Jameson Rodgers
- 2022[8]
  - Lainey Wilson
  - Tenille Arts
  - Ryan Hurd
  - Parker McCollum
  - Niko Moon
- 2023[9]
  - Cody Johnson
  - Bailey Zimmerman
  - Elle King
  - Elvie Shane
  - Priscilla Block
- 2024[10]
  - Jelly Roll
  - Corey Kent
  - Jackson Dean
  - Megan Moroney
  - Nate Smith
- 2025[11][12]
  - Shaboozey
  - Ashley Cooke
  - Dasha
  - George Birge
  - Tucker Wetmore